# ماي تشن
ماي تشن (بالإنجليزية: Mai Chen)‏ هي محامية نيوزيلندية، ولدت في 1964 في تايبيه في تايوان.